# Liste der Mitglieder des Althing 2016
Diese Liste der Abgeordneten im Althing listet die Abgeordneten des isländischen Parlaments Althing direkt nach der Parlamentswahl vom 29. Oktober 2016 auf. Die Kommentare beziehen sich auf den letzten Stand vor der Parlamentswahl in Island 2017.
Von den 63 Mandaten entfielen 21 auf die Unabhängigkeitspartei, je 10 auf die Links-Grüne Bewegung und die Píratar (Piratenpartei), 8 auf die Fortschrittspartei, 7 auf Viðreisn (Reform/Umbau), 4 auf Björt framtíð (Helle Zukunft) und 3 auf die Allianz.
| Name                           | Fraktion              | Kommentar                                                                                                |
| ------------------------------ | --------------------- | --- |
| Andrés Ingi Jónsson            | Links-Grüne Bewegung  | |
| Ari Trausti Guðmundsson        | Links-Grüne Bewegung  | |
| Áslaug Arna Sigurbjörnsdóttir  | Unabhängigkeitspartei | |
| Ásmundur Friðriksson           | Unabhängigkeitspartei | |
| Ásta Guðrún Helgadóttir        | Píratar               | Fraktionsvorsitzende der Píratar von Januar bis Mai 2017                                                 |
| Benedikt Jóhannesson           | Viðreisn              | Parteivorsitzender von Viðreisn, seit Januar 2017 Finanzminister                                         |
| Birgir Ármannsson              | Unabhängigkeitspartei | Fraktionsvorsitzender der Unabhängigkeitspartei seit 2017                                                |
| Birgitta Jónsdóttir            | Píratar               | Fraktionsvorsitzende der Píratar bis Januar und seit September 2017                                      |
| Bjarkey Olsen Gunnarsdóttir    | Links-Grüne Bewegung  | |
| Bjarni Benediktsson            | Unabhängigkeitspartei | Parteivorsitzender der Unabhängigkeitspartei, seit Januar 2017 Premierminister                           |
| Björn Leví Gunnarsson          | Píratar               | |
| Björt Ólafsdóttir              | Björt framtíð         | Fraktionsvorsitzende der Björt framtíð, seit Januar 2017 Ministerin für Umwelt und natürliche Ressourcen |
| Bryndís Haraldsdóttir          | Unabhängigkeitspartei | |
| Brynjar Níelsson               | Unabhängigkeitspartei | |
| Einar Brynjólfsson             | Píratar               | Fraktionsvorsitzender der Píratar von Mai bis September 2017                                             |
| Elsa Lára Arnardóttir          | Fortschrittspartei    | |
| Eva Pandora Baldursdóttir      | Píratar               | |
| Eygló Harðardóttir             | Fortschrittspartei    | |
| Guðjón S. Brjánsson            | Allianz               | |
| Guðlaugur Þór Þórðarson        | Unabhängigkeitspartei | Fraktionsvorsitzender der Unabhängigkeitspartei 2016–2017, seit Januar 2017 Außenminister                |
| Gunnar Bragi Sveinsson         | Fortschrittspartei    | |
| Gunnar Hrafn Jónsson           | Píratar               | |
| Halldóra Mogensen              | Píratar               | Parteivorsitzende der Píratar für die Periode 2017–2018                                                  |
| Hanna Katrín Friðriksson       | Viðreisn              | Fraktionsvorsitzende von Viðreisn                                                                        |
| Haraldur Benediktsson          | Unabhängigkeitspartei | |
| Jón Gunnarsson                 | Unabhängigkeitspartei | Seit Januar 2017 Minister für Verkehr und Kommunen                                                       |
| Jón Steindór Valdimarsson      | Viðreisn              | |
| Jón Þór Ólafsson               | Píratar               | |
| Jóna Sólveig Elínardóttir      | Viðreisn              | |
| Katrín Jakobsdóttir            | Links-Grüne Bewegung  | Parteivorsitzende der Links-Grünen Bewegung                                                              |
| Kolbeinn Óttarsson Proppé      | Links-Grüne Bewegung  | |
| Kristján Þór Júlíusson         | Unabhängigkeitspartei | Seit Januar 2017 Minister für Bildung und Kultur                                                         |
| Lilja Dögg Alfreðsdóttir       | Fortschrittspartei    | |
| Lilja Rafney Magnúsdóttir      | Links-Grüne Bewegung  | |
| Logi Már Einarsson             | Allianz               | Parteivorsitzender der Allianz                                                                           |
| Nichole Leigh Mosty            | Björt framtíð         | |
| Njáll Trausti Friðbertsson     | Unabhängigkeitspartei | |
| Oddný G. Harðardóttir          | Allianz               | Fraktionsvorsitzende der Allianz                                                                         |
| Ólöf Nordal                    | Unabhängigkeitspartei | Gestorben am 8. Februar 2017, Nachfolgerin: Hildur Sverrisdóttir                                         |
| Óli Björn Kárason              | Unabhängigkeitspartei | |
| Óttarr Proppé                  | Björt framtíð         | Parteivorsitzender der Björt framtíð, seit Januar 2017 Gesundheitsminister                               |
| Páll Magnússon                 | Unabhängigkeitspartei | |
| Pawel Bartoszek                | Viðreisn              | |
| Rósa Björk Brynjólfsdóttir     | Links-Grüne Bewegung  | |
| Sigmundur Davíð Gunnlaugsson   | Fortschrittspartei    | |
| Sigríður Á. Andersen           | Unabhängigkeitspartei | Seit Januar 2017 Justizministerin                                                                        |
| Sigurður Ingi Jóhannsson       | Fortschrittspartei    | Parteivorsitzender der Fortschrittspartei                                                                |
| Silja Dögg Gunnarsdóttir       | Fortschrittspartei    | |
| Smári McCarthy                 | Píratar               | |
| Steingrímur J. Sigfússon       | Links-Grüne Bewegung  | |
| Steinunn Þóra Árnadóttir       | Links-Grüne Bewegung  | |
| Svandís Svavarsdóttir          | Links-Grüne Bewegung  | Fraktionsvorsitzende der Links-Grünen Bewegung                                                           |
| Teitur Björn Einarsson         | Unabhängigkeitspartei | |
| Theodóra S. Þorsteinsdóttir    | Björt framtíð         | |
| Unnur Brá Konráðsdóttir        | Unabhängigkeitspartei | |
| Valgerður Gunnarsdóttir        | Unabhängigkeitspartei | |
| Vilhjálmur Árnason             | Unabhängigkeitspartei | |
| Vilhjálmur Bjarnason           | Unabhängigkeitspartei | |
| Þórdís Kolbrún R. Gylfadóttir  | Unabhängigkeitspartei | Seit Januar 2017 Ministerin für Tourismus, Industrie und Innovation                                      |
| Þorgerður Katrín Gunnarsdóttir | Viðreisn              | Seit Januar 2017 Ministerin für Fischerei und Landwirtschaft                                             |
| Þórhildur Sunna Ævarsdóttir    | Píratar               | Parteivorsitzende der Píratar für die Periode 2016–2017                                                  |
| Þorsteinn Víglundsson          | Viðreisn              | Seit Januar 2017 Minister für Soziales und Gleichberechtigung                                            |
| Þórunn Egilsdóttir             | Fortschrittspartei    | Fraktionsvorsitzende der Fortschrittspartei                                                              |